# Barnard Elliott Bee, Jr.
Barnard Elliott Bee, Jr. (Charleston, 8 febbraio 1824 – Manassas, 22 luglio 1861) è stato dapprima un ufficiale dell'esercito degli Stati Uniti e poi un generale dell'esercito della Confederazione degli Stati d'America.
Barnard Elliott Bee Junior, ufficiale di carriera dell'esercito degli Stati Uniti e poi generale confederato durante la Guerra di secessione americana, fu ferito a morte nel corso della prima battaglia di Bull Run, diventando così uno dei primi generali a cadere in combattimento in quella guerra. 
Durante quella battaglia a lui si deve il famoso soprannome che fu dato al Brig. Gen. "Stonewall" Jackson.

## Gioventù
Bee nacque a Charleston (Carolina del Sud), figlio minore di Barnard Elliott Bee, Sr. e di Ann Wragg Fayssoux, entrambi espressione delle più importanti famiglie di Charleston. Nel 1833, la famiglia Bee si spostò a Pendleton (South Carolina), dove Bee doveva operare, nella locale Pendleton Academy. Nel 1836, i genitori di Bee si trasferirono in Texas ma il giovane Bee rimase a Pendleton, accanto alla madre e a tre sorelle, per completare la propria istruzione scolastica.
Bee si graduò nell'Accademia Militare degli Stati Uniti nel 1845, 33° della sua classe, e fu assegnato al III Fanteria degli USA. Mentre era a West Point assommò varie note di demerito, incluso l'aver masticato tabacco mentre era in servizio. Il primo incarico di Bee fu quello di partecipare all'occupazione militare del Texas (allora non facente parte dell'Unione). Fu per due volte decorato per condotta coraggiosa nella guerra messico-statunitense, dapprima a Cerro Gordo, dove fu ferito, e poi a Chapultepec.
Dopo la guerra contro il Messico, Bee fu assegnato a una funzione di guarnigione a Pascagoula (Mississippi), dove servì col grado di adjutant. Dal 1849 al 1855, fu inviato a un posto di frontiera in Nuovo Messico. Gran parte del suo tempo fu trascorso a Fort Fillmore, presso Las Cruces (Nuovo Messico). Nel 1855, Bee fu promosso capitano della Compagnia D del X Fanteria e assegnato a Fort Snelling (Minnesota). Mentre era a Fort Snelling, incontrò e sposò Sophia Elizabeth Hill, sorella di un ufficiale suo commilitone. Nel 1857 la Compagnia di Bee prese parte alla Guerra dello Utah, in cui ebbe il comando del Battaglione di Volontari dello Utah, conseguendo il brevetto di Tenente colonnello. Nel 1860, Bee fu assegnato a Fort Laramie (Wyoming) e servì per breve tempo come ufficiale comandante del forte.

## Guerra di Secessione
Allo scoppio della Guerra di Secessione, Bee, come molti altri ufficiali del Sud, fu posto davanti alla difficile scelta tra la lealtà al suo Stato natale o alla nazione. Optò infine per schierarsi col Sud. Il 3 marzo 1861, Bee presentò le sue dimissioni dall'Esercito degli Stati Uniti e tornò a Charleston, dove gli fu attribuito il brevetto di tenente colonnello del 1° Regolari del South Carolina.
Il 17 giugno 1861, Bee fu nominato Brigadier Generale di una brigata stanziata a Manassas Junction. Gli fu dato il comando della III Brigata della Armata dello Shenandoah, al comando del Brig. Gen. Joseph E. Johnston. Durante la successiva battaglia, più tardi chiamata di Bull Run dagli unionisti e prima Manassas dai confederati, si dice che Bee abbia usato l'espressione "Muro di pietra" (stone wall) riferendosi all'azione messa in pratica dal Brig. Gen. Thomas J. Jackson e dai suoi uomini, originando il fortunatissimo soprannome che sempre ha da quel momento accompagnato l'abile generale confederato, e alla brigata che egli comandava in quel momento, il glorioso nome di Stonewall Brigade.
Bee fu ferito mortalmente appena i Confederati cominciarono a prevalere sugli Unionisti. Morì il giorno seguente e fu seppellito a Pendleton.
Bee era il figlio più piccolo di Hamilton P. Bee, anch'egli generale confederato.